# Wrisberg-Epitaph

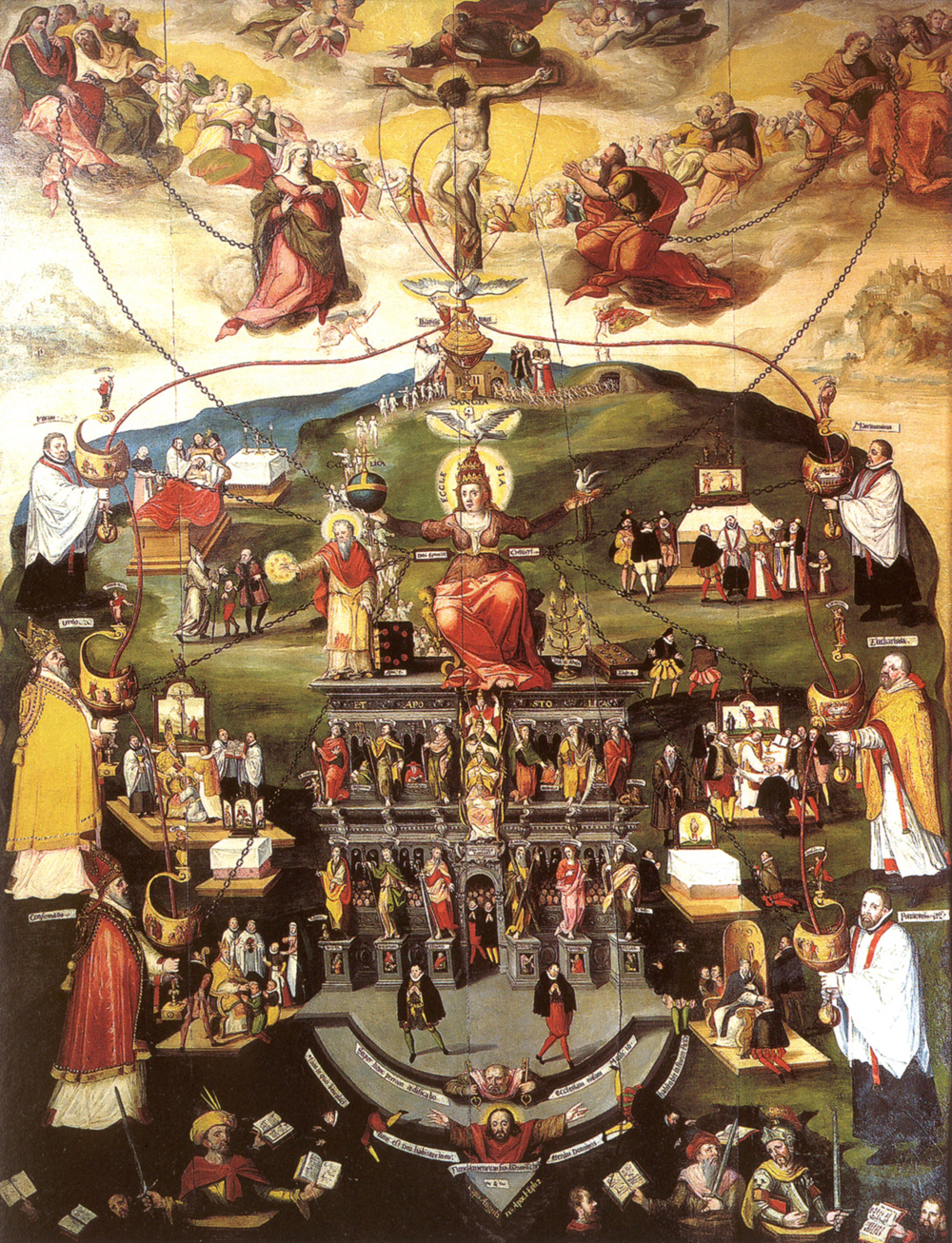
Mitteltafel des Wrisberg-Epitaphs

Das Wrisberg-Epitaph ist ein Triptychon, das der Hildesheimer Künstler Johannes Hopffe († 1615) um 1585 als Epitaph für den Domherrn Ernst von Wrisberg schuf. Der originale Rahmen ist nicht erhalten. Von den Bildtafeln, die im Zweiten Weltkrieg ausgelagert wurden, war die mittlere bis Januar 2010 im Südquerhaus des Hildesheimer Doms zu sehen. Während der Domsanierung (2010–2014) waren die drei Tafeln in einem rekonstruierten Rahmen im Weserrenaissance-Museum in Schloss Brake (Lemgo) ausgestellt. Seit 2015 befinden sie sich im Dommuseum Hildesheim.

## Entstehung

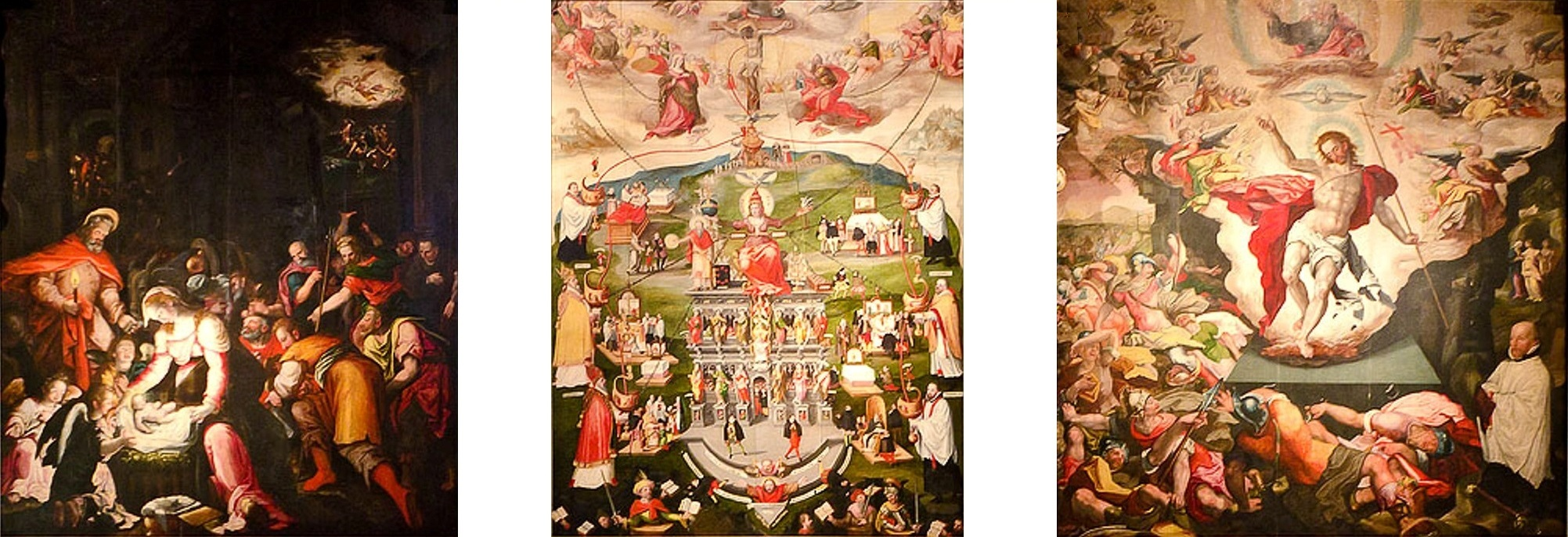
Die drei Tafelbilder in ihrer ursprünglichen Anordnung ohne den verlorenen skulpturalen Rahmen; auf dem rechten Bild rechts unten Ernst von Wrisberg (Stifterbild)

Ernst von Wrisberg, seit 1547 Mitglied des Hildesheimer Domkapitels, stiftete um 1585 drei Tafelbilder für die nördliche Chorwand des Hildesheimer Doms. Sie waren dort ursprünglich in einen skulpturalen Rahmen mit Karyatiden und Familienwappen eingefügt und mit lateinischen Inschriften versehen. Rahmen und Inschriften sind verloren, die Texte wurden jedoch aufgezeichnet.
Die Widmungsinschrift lautete:
ERNESTVS A WRISBERG CANON[ICVS] HVIVS ECCLESIAE VIVVS SIBI POSVIT NE DE SEPVLCHRO TESTAMENTARII ET HAEREDES SOLLICITI ESSENT NEVE VIVORVM NEGLIGENTIA OBESSET MORTVO VALETE POSTERI
„Ernst von Wrisberg, Kanoniker dieser Kirche, setzte sich [dieses Denkmal] zu Lebzeiten, damit die Testamentsvollstrecker und Erben nicht um ein Grabmal besorgt sein müssen oder die Vernachlässigung der Lebenden dem Toten abträglich ist. Lebt wohl, ihr Späteren.“
Trotz dieser Vorsorge wurde für Wrisberg nach seinem Tod am 4. Oktober 1590 noch ein steinernes Epitaph im Domkreuzgang gesetzt.

## Stil und Beschreibung
Die drei großflächigen Bildtafeln im Stil des Manierismus haben die gleiche Höhe, jedoch leicht unterschiedliche Breite. Die Außentafeln zeigen, angelehnt an Vorbilder der italienischen Renaissance, die Geburt und die Auferstehung Christi.
Das originellste Stück ist die Mitteltafel. Sie gilt als ein gemalter Katechismus der Katholischen Reform. Mit gegenreformatorischem Akzent wird die vom Konzil von Trient erneuerte katholische Ekklesiologie und Sakramentenlehre veranschaulicht. Das Bild zeigt die himmlische Welt Gottes und der Heiligen und die zeitlich-irdische Welt in zwei Etagen, die getrennt und zugleich verknüpft sind. Die Verbindung besteht in der Mittelachse. Der Gekreuzigte, als zweite Person der Trinität zwischen Gottvater und der Taube des Heiligen Geistes, entlässt aus seinen Wunden die Gnadenströme, die sich durch den Taufbrunnen zu den übrigen Sakramenten und durch sie zu den Menschen ausbreiten. In der Mitte thront eine rotgewandete Frau mit Tiara als Personifikation der Kirche auf einer prächtigen Renaissance-Architektur. Ein langer Zug von Menschen kommt nackt aus einer Höhle am hinteren Horizont, geht in das Taufbrunnenhaus und verlässt es weiß gewandet, setzt den Weg fort zum Palast der Kirche und teilt sich von dort auf in bürgerlich gekleidete Einzelne, die in verschiedenen Lebenssituationen die Sakramente empfangen oder aber, den Boden der Kirche verlassend, am unteren Bildrand in den Abgrund stürzen.

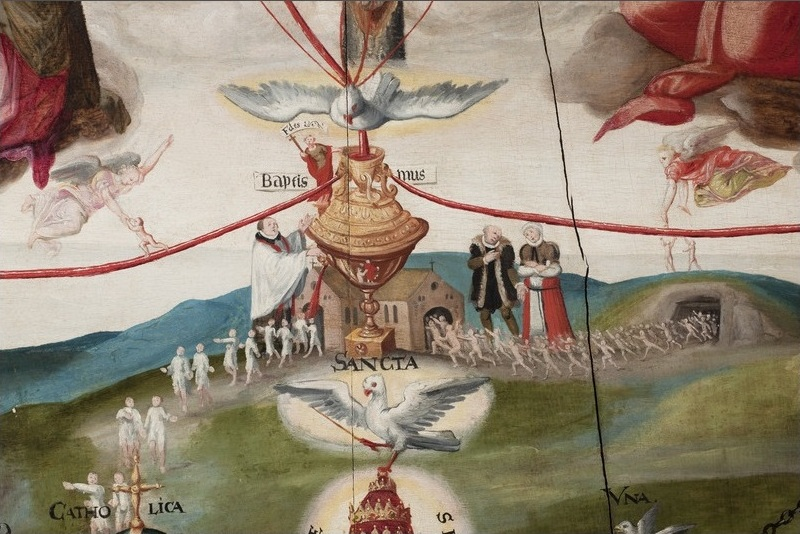
Taufe (Baptismus)

Die – außer dem „Eingangstor“ der Taufe – sechs Sakramente und ihre übergroß dargestellten Spender sind
- links:

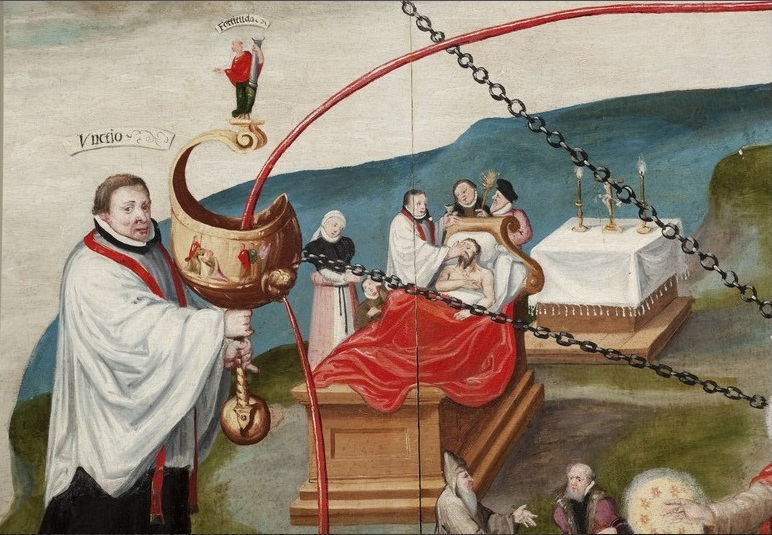
Krankensalbung (Unctio; Priester mit Chorhemd und Stola)
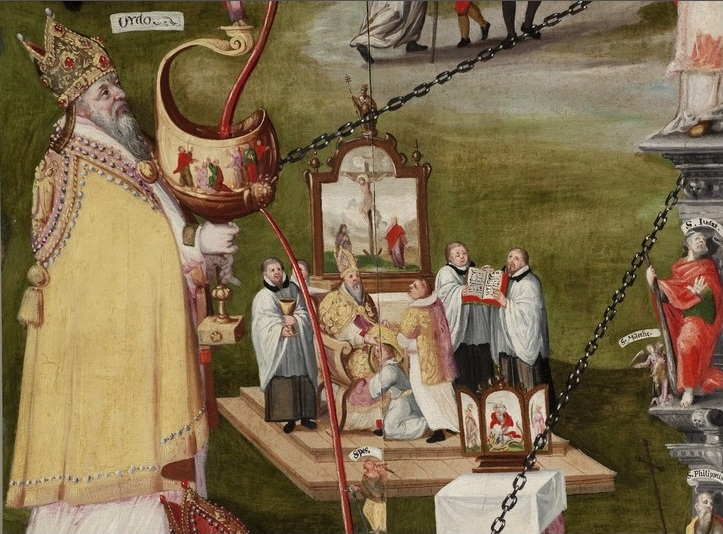
Priesterweihe (Ordo; Bischof mit goldenem Chormantel)
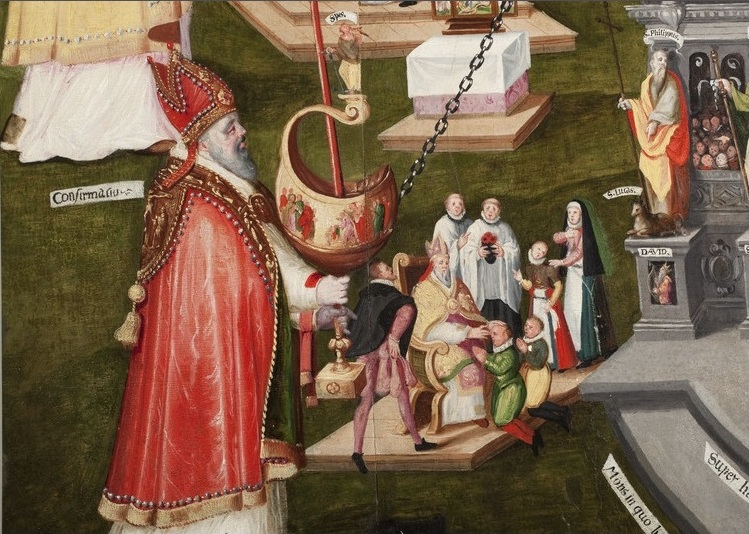
Firmung (Confirmatio; Bischof mit rotem Chormantel)

- rechts:

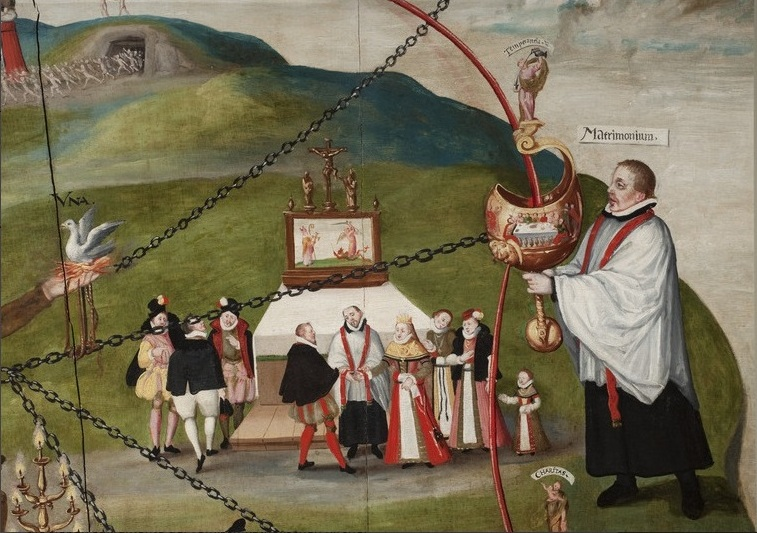
Ehe (Matrimonium; Priester mit Chorhemd und Stola)
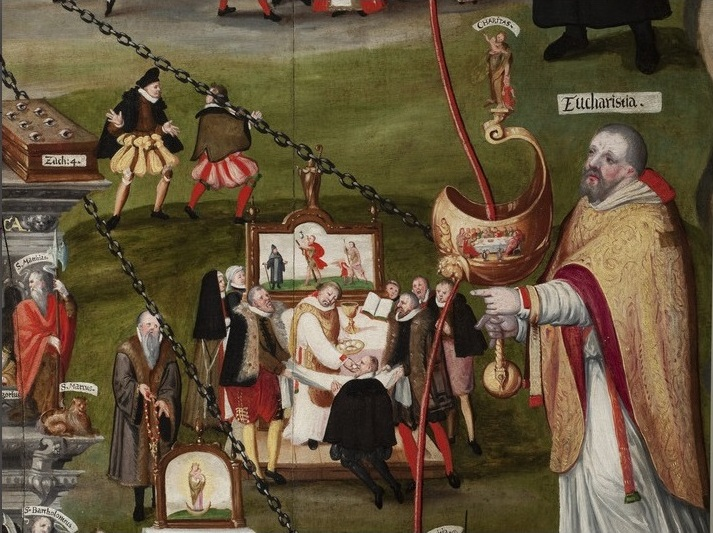
Eucharistie (Eucharistia; Priester mit Messgewand)
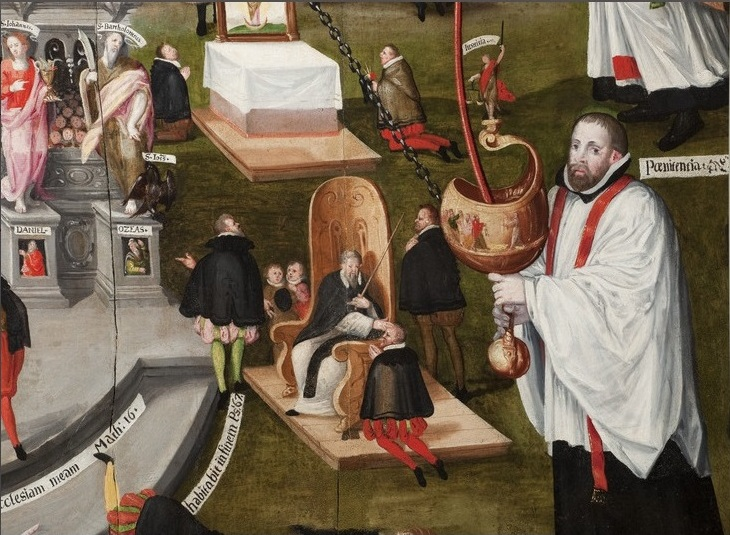
Beichte (Poenitentia; Priester mit Chorhemd und Stola)

Mit eisernen Ketten sind himmlische und irdische Kirche sowie Kirche und Sakramente verbunden.